# Mountain View, Hawaii
Mountain View är en ort i Hawaii County, Hawaii, USA.